# William L. Scott
William Lloyd Scott, född 1 juli 1915 i Williamsburg, Virginia, död 14 februari 1997 i Fairfax, Virginia, var en amerikansk republikansk politiker. Han representerade delstaten Virginia i båda kamrarna av USA:s kongress, först i representanthuset 1967–1973 och sedan i senaten 1973–1979.

## Biografi
Scott studerade juridik vid George Washington University. Kongressledamoten Howard W. Smith förlorade mot George Rawlings i demokraternas primärval inför kongressvalet 1966. Smith hade varit i representanthuset sedan 1931 och var känd som en konservativ demokrat. Republikanen Scott besegrade Rawlings, en mera liberal demokrat, i kongressvalet och efterträdde Smith i representanthuset i januari 1967. Han omvaldes två gånger.
Scott utmanade den sittande senatorn William B. Spong i senatsvalet 1972. Richard Nixons jordskredsseger i presidentvalet i USA 1972 hjälpte utmanaren Scott till seger i senatsvalet i Virginia. Scott kandiderade inte till omval i senatsvalet 1978 och han efterträddes 1979 som senator av partikamraten John Warner.
Scott var metodist och frimurare. Hans grav finns på begravningsplatsen Fairfax Memorial Park i Fairfax.